# Società Sportiva Ternana 1945-1946
Questa voce raccoglie le informazioni riguardanti la Società Sportiva Ternana nelle competizioni ufficiali della stagione 1945-1946.

## Risultati

### Serie C

#### Girone di andata
| Terni 1945 1ª giornata | Ternana | 4 – 0 | Tivoli | Stadio Viale Brin |

| L'Aquila 1945 2ª giornata | L'Aquila | 1 – 1 | Ternana | Stadio Comunale |

| Terni 1945 3ª giornata | Ternana | 0 – 0 | Civitavecchiese | Stadio Viale Brin |

| Avezzano 1945 4ª giornata | Forza e Coraggio Avezzano | 0 – 1 | Ternana | Stadio dei Marsi |

| Terni 1945 5ª giornata | Ternana | 0 – 1 | Juventus Roma | Stadio Viale Brin |

| Civita Castellana 1945 6ª giornata | Civita Castellana | 1 – 0 | Ternana |  |

| Terni 1945 7ª giornata | Ternana | 2 – 0 | Viterbo | Stadio Viale Brin |

| Colleferro 1945 8ª giornata | BPD Colleferro | 0 – 0 | Ternana | Campo della B.P.D. |

| Rieti 1945 9ª giornata | Vaccarezza Rieti | 1 – 0 | Ternana | Stadio Fassini |

| Terni 1945 10ª giornata | Ternana | 2 – 1 | Trastevere | Stadio Viale Brin |

| Roma 1945 11ª giornata | Albala | 0 – 0 | Ternana |  |

| Terni 1945 12ª giornata | Ternana | 4 – 1 | Trionfale Roma | Stadio Viale Brin |

| Roma 1945 13ª giornata | Italia Libera | 3 – 0 | Ternana |  |

#### Girone di ritorno
| Tivoli 1945 14ª giornata | Tivoli | 1 – 0 | Ternana | Campo Ripoli |

| Terni 1946 15ª giornata | Ternana | – | L'Aquila | Stadio Viale Brin |

| Civitavecchia 1946 16ª giornata | Civitavecchiese | 2 – 1 | Ternana | Stadio Comunale |

| Terni 1946 17ª giornata | Ternana | 1 – 0 | Forza e Coraggio Avezzano | Stadio Viale Brin |

| Roma 1946 18ª giornata | Juventus Roma | 0 – 2 | Ternana |  |

| Terni 1946 19ª giornata | Ternana | 3 – 1 | Civita Castellana | Stadio Viale Brin |

| Viterbo 1946 20ª giornata | Viterbo | 2 – 2 | Ternana | Stadio Enrico Rocchi |

| Terni 1946 21ª giornata | Ternana | 5 – 1 | BPD Colleferro | Stadio Viale Brin |

| Terni 1946 22ª giornata | Ternana | 2 – 1 | Rieti | Stadio Viale Brin |

| Roma 1946 23ª giornata | Trastevere | 3 – 1 | Ternana |  |

| Terni 1946 24ª giornata | Ternana | 1 – 2 | Albala | Stadio Viale Brin |

| Roma 1946 25ª giornata | Trionfale Roma | 1 – 1 | Ternana |  |

| Terni 1946 26ª giornata | Ternana | 0 – 1 | Italia Libera | Stadio Viale Brin |